# Sherlock (EP)
Sherlock es el cuarto extented play de la boy band surcoreana Shinee. Fue publicado digitalmente a nivel mundial el 19 de marzo de 2012, y físicamente el 21 de marzo de 2012 en Corea del Sur por SM Entertainment, bajo la distribución de KT Music. Contiene un total de siete canciones, incluyendo el sencillo principal «Sherlock (Clue + Note)», un remix híbrido de dos canciones. 
El EP fue comercialmente exitoso en Corea del Sur, el sencillo principal lideró la lista digital Gaon Digital Chart, mientras que el EP encabezó la lista de álbumes Gaon con más de 135,000 copias físicas vendidas en marzo de 2012. También se posicionó en el puesto número 10 en la lista semanal de Billboard Heatseekers Albums y en el puesto número 5 de la lista semanal Billboard World Albums.

## Antecedentes y lanzamiento
Sherlock es el primer lanzamiento coreano de Shinee después de una pausa de un año y medio, tras la reedición de Lucifer, titulada Hello, en octubre de 2010. El EP fue físicamente publicado el 21 de marzo de 2012, pero estuvo disponible a nivel mundial para su descarga digital el 19 de marzo, a través de sitios como Melon y iTunes
La coreografía para el sencillo «Sherlock (Clue + Note)» se caracteriza por un estilo distintivo, fue realizada por el coreógrafo Tony Testa. El vídeo musical para el sencillo principal fue publicado por SM Entertainment el 22 de marzo. Fue grabado a principios de marzo en estudios de Namyang-ju y dirigido por Cho Sunyun. En el vídeo, Shinee puede ser visto en un museo ambientado en el siglo XIX actuando como detectives que trabajan en un caso. Jessica, quien en ese momento era miembro del grupo femenino Girls' Generation, hace una aparición especial en el vídeo musical actuando como una mujer misteriosa que les ofrece una pista decisiva para resolver el misterio. El vídeo musical excedió el millón de visitas en un solo día.
El 22 de marzo de 2012 el grupo empezó las promociones oficiales para el EP y presentaron el sencillo principal por primera vez en M! Countdown. Esto fue seguido por otras apariciones en otros programas musicales surcoreanos como Inkigayo y Music Bank.

## Composición
El EP está conformado por siete canciones de diversos géneros musicales. «Stranger» es el tema principal del programa de televisión asiático «Strangers 6», con la melodía compuesta por Kenzie. La canción primero se lanzó en japonés, como un bonus track del álbum debut del grupo, The First.
«Honesty» fue escrita por Jonghyun, uno de los vocalistas principales del grupo, con ayuda Minho, otro miembro del grupo quien escribió el rap. Las letras expresan el aprecio que el grupo tiene por sus fanáticos. «Alarm Clock» también fue escrita por ambos miembros y habla sobre un hombre que quiere despertar de la pesadilla de una ruptura amorosa.

## Recepción

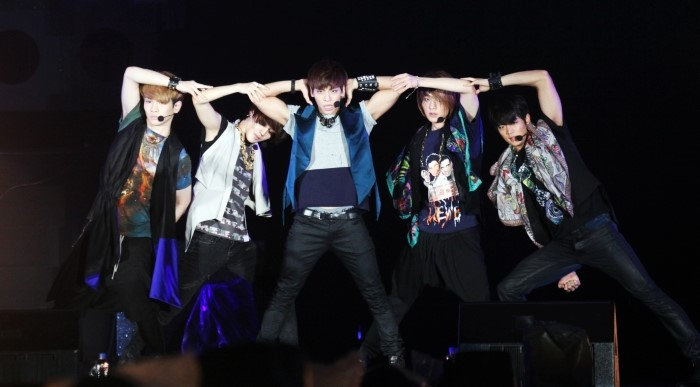
Shinee presentando «Sherlock» en el Special Stage Expo 2012, el 27 de junio de 2012.

### Comercial
El EP vendió más de 135,000 copias y lideró la lista de álbumes Gaon, haciéndolo el álbum más vendido de marzo de 2012. El sencillo principal «Sherlock (Clue + Note)» lideró la Gaon Digital Chart y se posicionó en el lugar número 10 en la Gaon Download Chart del mes de marzo, con más de 740,000 descargas.
Las siete canciones del EP también debutaron en la lista surcoreana Gaon Digital Chart: «Sherlock (Clue + Note)» (número uno), «Note» (número 18), «Alarm Clock» (número 23), «Clue» (número 24), «Honesty» (número 26), «Stranger» (número 27) y «The Reason» (número 31).
Se convirtió en el quinto álbum más vendido de 2012 en Corea del Sur, vendiendo más de 180,000 copias. 
El EP se posicionó en el puesto número 5 en la lista Billboard World Albums, además de tomar el puesto número 10 en la lista Billboard Heatseekers Albums. 
En abril, el grupo ganó el primer lugar en el programa musical Music Bank por dos semanas consecutivas, además de ganarlo tres veces en otro programa musical, Inkigayo. Shinee realizó la última presentación musical para la promoción del EP en KBS Music Bank el 20 de abril y en MBS Music Core el 21 de abril de 2012.

### Crítica
El sencillo principal fue nombrado como una de las «75 mejores canciones de boy band de todos los tiempos» por la revista Rolling Stone, que estableció que la canción realmente muestra cuan innovador y experimental puede ser el K-pop, incluso para sus actos más convencionales.
Hwang Sunup de la revista IZM dio al EP una calificación de 3.5 sobre 5 estrellas, alabando el intento experimental de crear «Sherlock» mezclando «Clue» y «Note», además de la lírica de cada canción. Aun así, dijo estar decepcionado con las canciones restantes del EP, estableciendo que estas se sintieron más ordinarias en comparación con el impacto de las primeras tres canciones.

## Lista de canciones
Créditos adaptados desde la página oficial de SM Town.
| N.º   | Título                          | Letras                | Música                                                                               | Arreglo                                   | Duración |  |
| 1.    | «Sherlock (Clue + Note)» (셜록) | Cho Yoon-kyung        | Thomas Troelsen · Rufio Sandilands · Rocky Morris · Thomas Eriksen                   | Troelsen · Pegasus · Thomas Eriksen       | 3:57     |  |
| 2.    | «Clue»                          | Yoon-kyung            | Eriksen · Troelsen                                                                   | Eriksen · Troelsen                        | 3:37     |  |
| 3.    | «Note»                          | Yoon-kyung            | Troelsen · Sandilands · Rocky Morris                                                 | Troelsen · Pegasus                        | 2:46     |  |
| 4.    | «알람시계» (Alarm Clock)        | Kim Jong-hyun · Minho | Niara Scarlett · Philippe-Marc Anquetil · Christopher Lee-Joe · Iain James Farqhason | Scarlett · Anquetil · Lee-Joe · Farqhason | 3:59     |  |
| 5.    | «The Reason»                    | Kwak So-young         | Sim Eun-ji                                                                           | Yoo Han-jin                               | 4:17     |  |
| 6.    | «낯선자» (Stranger)             | Kim Jung-bae · Minho  | Kenzie                                                                               | Kenzie                                    | 3:13     |  |
| 7.    | «늘 그 자리에» (Honesty)        | Kim Jong-hyun · Minho | Brandon Fraley                                                                       | Fraley                                    | 3:52     |  |
| 25:37 |                                 |                       |                                                                                      |                                           |          |  |

## Posicionamientos

### Listas semanales
| País           | Lista (2012)             | Mejor posición |
| -------------- | ------------------------ | -------------- |
| Corea del Sur  | Gaon Weekly album chart  | 1              |
| Corea del Sur  | Gaon Monthly album chart | 1              |
| Corea del Sur  | Gaon Yearly album chart  | 5              |
| Estados Unidos | Billboard World Albums   | 5              |
| Estados Unidos | Billboard Heatseekers    | 10             |

### Listas anuales
| Lista (2012)         | Posición |
| -------------------- | -------- |
| Corea del Sur (Gaon) | 5        |

## Reconocimientos

### Premios en programas musicales
| Canción                   | Programa            | Fecha |
| ------------------------- | ------------------- | ----- |
| «Sherlock (Clue + Note)»  |                     |       |
| Show Champion (MBC Music) | 27 de marzo de 2012 |       |
| Show Champion (MBC Music) | 3 de abril de 2012  |       |
| M! Countdown (Mnet)       | 29 de marzo de 2012 |       |
| Inkigayo (SBS)            | 1 de abril de 2012  |       |
| Inkigayo (SBS)            | 8 de abril de 2012  |       |
| Inkigayo (SBS)            | 15 de abril de 2012 |       |
| Music Bank (KBS)          | 6 de abril de 2012  |       |
| Music Bank (KBS)          | 13 de abril de 2012 |       |
| Show! Music Core (MBC)    | 7 de abril de 2012  |       |
| Show! Music Core (MBC)    | 14 de abril de 2012 |       |